# 117562 Jeffreyferguson
117562 Jeffreyferguson este o planetă minoră (asteroid) din centura de asteroizi. A fost descoperită pe 3 martie 2005 la Catalina Station⁠(d) de Catalina Sky Survey. 
Obiectul prezintă o orbită caracterizată de o semiaxă mare de 2,3659752948993 UAi, o excentricitate de 0,10503421782404, o înclinație de 3,2336195704304 ° în raport cu ecliptica.